# 冪零群
在群論裡，冪零群為一擁有幾乎可換之特殊性質的群，經由交換子（[x,y] = x-1y-1xy）的重複應用。冪零群誕生於伽羅瓦理論和對群的分類之中。其對李群的分類亦具有很重要的功用。

## 定義
首先先定義群G的降中央列，其為一系列的群G = A0、A1、A2、...、Ai，其中每個Ai+1 = [Ai, G]為所有由Ai中的x及G中的y所算出的所有交換子[x,y]所產生出來的G的子群。因此，A1=[G,G]=G1為G的导群，而A2 = [G1, G]，以此類推。
若G為可換的，則[G,G] = E，即為其平凡子群。將此一概念延伸，則可定義一個群G為冪零的，若其存在一自然數n使得An為平凡的。若n為可使得An的最小自然數，則稱此一群G為n級冪零。每一個阿貝爾群都是1級冪零，除了平凡群之外，其為0級冪零。若一個群為至少m級冪零，則有時稱其為零m群。
做為證明此一名詞冪零使用的正當性，先取一冪零群G及其內一元素g並定義一函數f: G → G 為f(x) = [x,g]。則這一函數為冪零的，因為其存在一自然數n使得fn，即f的n次遞迴，將每一個G內的元素x映射至單位元素。
另一個定義冪零群的等價方法為採取升中央列之方式，其為一系列的群E = Z0、Z1、Z2、...、Zi，其中每個接續的群之定義為：
{\displaystyle Z_{i+1}=\{x\in G|\forall y\in G:[x,y]\in Z_{i}\}}
在此定義下，Z1為G的中心，且對於其每個接續的群而言，其商群Zi+1/Zi皆為G/Zi的中心。對一阿貝爾群來說，Z1簡單為G；而一個群被稱為n級冪零，若有一最小的n使得Zn = G。
上述兩種定義為等價的：降中央列會到達其平凡子群E若且唯若其升中央列可以達到G；此外，其n最小值在兩者中也會是一樣的。

## 例子
如上面所述，每一個阿貝爾群均為冪零。
一個小的非阿貝爾群之例子為四元群Q8。其有兩個元素{1, −1}所組成的中心，且其降中央列為{1}、{1, −1}、Q8；所以其為2級冪零。實際上，每個有限多個有限p-群的直積皆是冪零的。
海森堡群為非阿貝爾冪零群的另一個例子。

## 性質
當每個接續的商群Zi+1/Zi皆為可換的，其序列為有限個的，且每一個冪零群都為一具有較簡單結構的可解群。
每一個n級冪零群的子群均為至少n級冪零；另外，若f為n級冪零群的同態，f的值域則為至少n級冪零的。
下列的敘述在有限群中均為等價，表現出一個冪零性的有用性質：
- G為一冪零群。
- 若H為G的純子群，則H為N(H)（G內H之正規化子）的純正規子群。
- 每一個G的最大純子群均為正規的。
- G為其西洛子群的直積。

最後一個敘述可以被延伸至無限群的狀況下：若G為一冪零群，則G的每一個西洛子群Gp都是正規的，且其西洛子群的直積會是G內有限目的所有元素所組成之子群。（見撓子群）。